# Staatssekretär (Beamter)
Staatssekretär (StS) ist in Deutschland die Amtsbezeichnung für das höchste statusrechtliche Amt, das ein Beamter in seinem Beamtenverhältnis erreichen kann, und zugleich eine Funktionsbezeichnung. Die Funktion eines Staatssekretärs kann ausnahmsweise auch einem außertariflich Beschäftigten übertragen werden. Der Staatssekretär vertritt den Minister innerministeriell in dessen Funktion als Behördenleiter, hat die höchste Dienststellung unterhalb der politischen Leitung inne und Weisungsrecht gegenüber den Beschäftigten des Ressorts. Gibt es mehrere Staatssekretäre in einem Ministerium, sind deren Kompetenzen gegeneinander abgegrenzt und beziehen sich in der Regel auf die Zuständigkeiten bestimmter Ministerialabteilungen. Staatssekretäre stehen grundsätzlich in einem Beamtenverhältnis auf Lebenszeit, können aber als politische Beamte jederzeit ohne Angabe von Gründen in den einstweiligen Ruhestand versetzt bzw. im Beamtenverhältnis auf Probe entlassen werden. Bei Beschäftigungsverhältnissen kommt eine Freistellung bzw. Kündigung in Betracht.
Zur Abgrenzung zum Parlamentarischen Staatssekretär auf Bundesebene, der kein Beamter ist, sondern wie der Minister in einem öffentlich-rechtlichen Amtsverhältnis steht, werden die Staatssekretäre umgangssprachlich zuweilen als „beamtete Staatssekretäre“ bezeichnet.

## Bund
Dienstposten für Staatssekretäre gibt es nur in obersten Bundesbehörden. Die meisten Staatssekretäre sind in den Bundesministerien tätig; ein (BMUV) bis fünf (BMI) Staatssekretäre mit Beamtenstatus pro Ministerium. Es gibt etwa 31 Staatssekretäre im Bund (Stand 2015); im Jahr 2014 waren es 28 und 25 im Jahr 2013.

### Staatssekretär außerhalb der Bundesministerien
Der „Chef des Bundespräsidialamtes“ ist ein Staatssekretär. Protokollarisch ist er der ranghöchste (beamtete) Staatssekretär. Er leitet das Bundespräsidialamt und ist für die Tätigkeit der ihm unterstehenden Beschäftigten verantwortlich. Gleichzeitig ist er der erste Berater des Bundespräsidenten. Der Staatssekretär des Bundespräsidialamts hat das Recht, an den Kabinettssitzungen der Bundesregierung teilzunehmen. Bei den Sitzungen des Bundessicherheitsrates kommt ihm Beobachterstatus zu.
Seit dem 1. Januar 2008 ist der Direktor beim Deutschen Bundestag ein Staatssekretär. Davor war die jetzige Dienstpostenbezeichnung auch seine Amtsbezeichnung. Der Direktor beim Deutschen Bundestag ist nicht der Vertreter des Präsidenten des Deutschen Bundestages. Dies sind nur seine aus den Reihen der Bundestagsabgeordneten gewählten Stellvertreter.
Der Direktor des Bundesrates hat das Amt eines Staatssekretärs.
Im Bundeskanzleramt gibt es einen Staatssekretär mit besonderem Aufgabengebiet. Bis 2021 war er als Beauftragter für die Nachrichtendienste des Bundes tätig, seitdem ist er den Abteilungen für Finanzen, Wirtschaft und Verkehr sowie Europa vorgesetzt. Der Regierungssprecher, der an der Spitze des Presse- und Informationsamtes der Bundesregierung steht, ist ebenso Staatssekretär.

### Dienstbezüge
Das Grundgehalt der Besoldungsgruppe B 11 für Staatssekretäre im Bund beläuft sich seit dem 1. März 2024 auf monatlich 16.084,36 Euro. Hinzu kommen 610,00 Euro als sogenannte Ministerialzulage. Neben den Staatssekretären ist bei den Beamten nur das Amt des Präsidenten des Bundesrechnungshofes der Besoldungsgruppe B 11 zugeordnet. Daneben erhält auch der Bundesbeauftragte für den Datenschutz und die Informationsfreiheit, der kein Beamter ist, sondern in einem Amtsverhältnis steht, Amtsbezüge entsprechend der Besoldungsgruppe B 11.

## Länder
In den Stadtstaaten Hamburg und Bremen lautet die Amtsbezeichnung der Spitzenbeamten der senatorischen Behörden Staatsrat statt Staatssekretär. In Bayern und Baden-Württemberg ist der Ministerialdirektor an Stelle eines Staatssekretärs der Vertreter des Ministers in Verwaltungsangelegenheiten; daneben gibt es, jedoch nicht in allen Ministerien beider Länder, den (Politischen) Staatssekretär als Vertreter des Ministers in politischen Angelegenheiten (entspricht dem Parlamentarischen Staatssekretär auf Bundesebene).

### Dienstbezüge
Die Besoldungsordnungen der Länder weisen dem Amt unterschiedliche Besoldungsgruppen zwischen B 7 (Berlin) und B 10 (z. B. Hamburg) zu, die sich wiederum auf die unterschiedlichen Besoldungstabellen der Länder beziehen.